# Ermida de Nossa Senhora do Livramento (Velas)

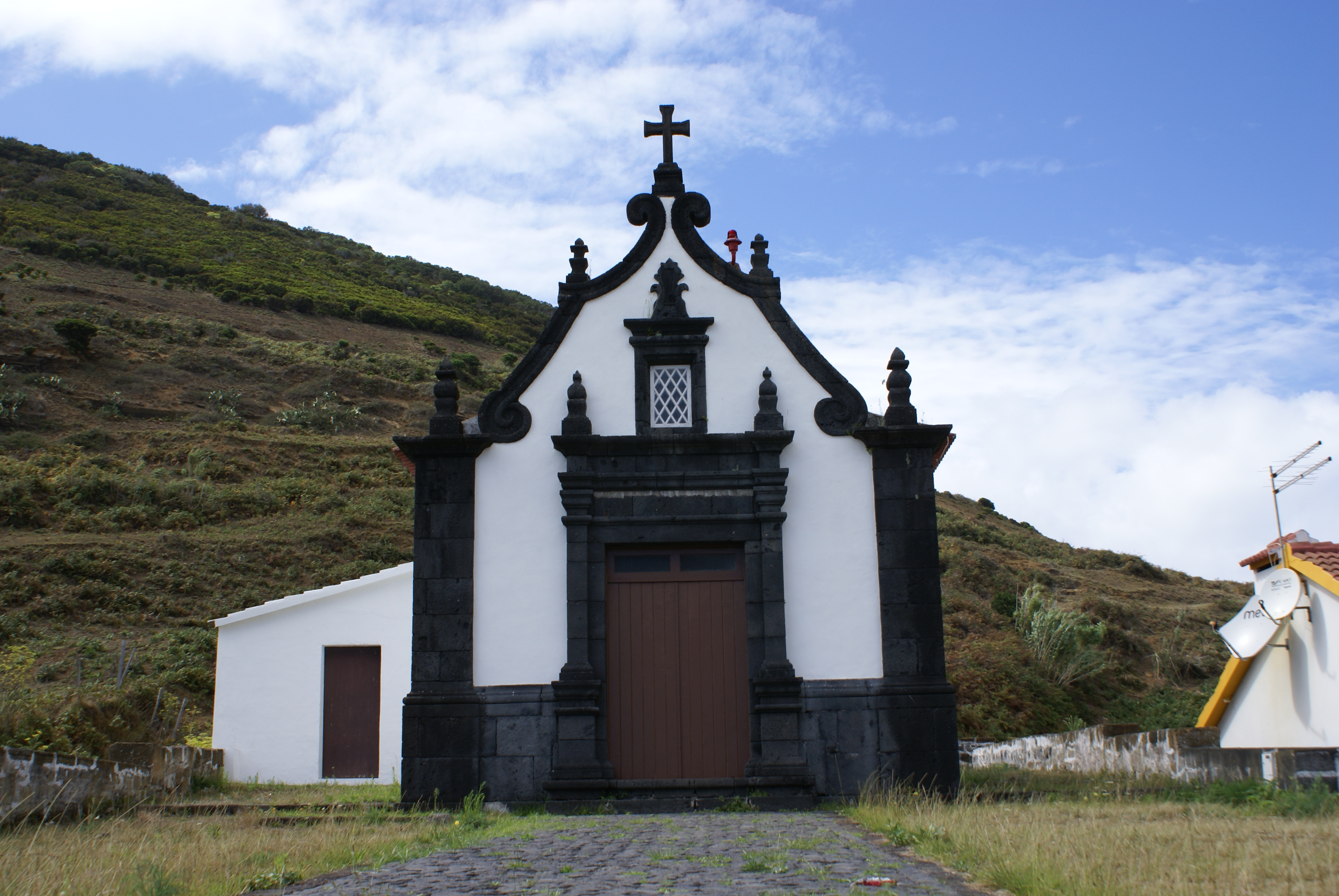
Ermida de Nossa Senhora do Livramento, Velas.

A Ermida de Nossa Senhora do Pilar, popularmente referida como Ermida de Nossa Senhora do Livramento localiza-se na vila das Velas, na ilha de São Jorge, Região Autónoma dos Açores, em Portugal.

## História
Esta ermida foi iniciada em 1697 e consagrada três anos depois (1700) por alvará do Bispo da Diocese de Angra.
Ficou conhecida por “Nossa Senhora do Livramento” graças à doação de uma imagem daquela invocação e à realização da respectiva festa em 1861.

## Características
Exemplar de arquitetura religiosa, de enquadramento rural, isolada.
Destaca-se pelas cantarias em pedra de basalto que a envolvem, pela frontaria igualmente em basalto, onde foram feitos enrolamentos, e por uma cruz também em basalto.

## A lenda da ermida
De acordo com a tradição local, há muito tempo, um homem pastava as suas vacas para os lados do morro dos Fachos. Ao passar por um cerrado no sopé do mesmo, encontrou uma imagem da Senhora do Livramento, recolhendo-a à Igreja Matriz das Velas, com os outros santos. No dia seguinte, a imagem, sem que ninguém a houvesse transportado, retornara ao mesmo local no cerrado. Tendo o evento se repetido, a população acreditou que a santa desejava proteger aquela parte da vila. Por essa razão, ergueram uma pequena ermida, de costas voltadas para o morro, para que a santa protegesse a população da vila.
Desde então realiza-se uma festa anual em louvor à Santa.